# Оукланд (град, Орегон)
Оукланд (на английски: Oakland) е град в окръг Дъглас, щата Орегон, САЩ. Оукланд е с население от 954 жители (2000) и обща площ от 1,9 km². Намира се на 131,1 m надморска височина. ЗИП кодът му е 97462, а телефонният му код е 541.